# Supercine
Supercine é uma sessão de filmes brasileira exibida pela TV Globo desde 4 de abril de 1981. É exibida nas madrugadas de sábado para domingo e costuma apresentar filmes de comédia e romance. 
Presente no imaginário popular devido a famosa vinheta de abertura em jazz instrumental composta por Roger Henri, a sessão dedica-se a exibir filmes populares recentes.

## Programação
A sessão exibe costumeiramente filmes de ação, suspense, aventura, terror, romance, drama e comédia. O foco da sessão são os filmes de classificação mais alta (seja conteúdo violento e/ou sensual) e que não poderiam ser exibidos em outras sessões como a Sessão da Tarde ou a Tela Quente. Ocasionalmente, o Supercine deixa de ser exibido, seja para a transmissão de festivais de música como o Rock in Rio e Lollapalooza, desfiles de escolas de samba durante o carnaval, ou para competições esportivas como jogos de futebol, Olimpíadas, amistosos da Seleção Brasileira, lutas de boxe ou de MMA, ou ainda eventos como o Show da Virada, especiais de Natal ou edições especiais do Altas Horas.
Anteriormente, quando a TV Globo detinha os direitos de transmissão da Fórmula 1, o Supercine costumeiramente dava lugar à transmissão de corridas dessa modalidade, especialmente nos GPs do Japão, Malásia e Austrália, que, devido à diferença entre os fusos horários, tinham exibição ao vivo no Brasil durante as madrugadas.

## História
Tendo estreado em 1981, tradicionalmente o Supercine era exibido nas noites de sábado após a novela das oito e passava filmes mais adultos em função de seu horário de exibição. A partir de 22 de junho de 2013, ainda a título experimental e após muitos rumores em função de bons resultados, a emissora inverteu o horário da sessão, passando a exibi-lo após o programa Altas Horas. No entanto, com o aumento da audiência deste último programa, a mudança tornou-se permanente. Nos dias de início e término do horário de verão, pontualmente à meia-noite até 2013, a emissora interrompia o filme exibido na sessão para veicular uma vinheta informando o início e o término do horário de verão (uma única vez em 2012, a vinheta foi exibida depois que encerrava o Zorra Total). Desde aquele ano, a vinheta que informava o começo e o fim do horário de verão passou a ser exibida no início do intervalo do Altas Horas, até a última edição do horário de verão, em 2018. 